# Distretto di Mo Cay
Il distretto di Mo Cay (vietnamita: Mỏ Cày) è un distretto (huyện) del Vietnam che nel 2003 contava 274.265 abitanti.
Occupa una superficie di 370 km² nella provincia di Ben Tre. Ha come capitale la città omonima.